# Dale A. Gardner
Pour les articles homonymes, voir Gardner.
Dale Allan Gardner est un astronaute américain né le 8 novembre 1948, et mort le 19 février 2014.

## Biographie
La mission STS-8 a été lancée du Centre spatial Kennedy, en Floride, le 30 août 1983. L'équipage de la navette Challenger est composé de Richard H. Truly (commandant de l'engin spatial), Daniel C. Brandenstein (pilote) et des spécialistes de mission Guion Bluford et William E. Thornton. Il s'agit du troisième vol de l'orbiteur Challenger et de la première mission de lancement et d'atterrissage de nuit du programme de la navette spatiale américaine. Au cours du vol, l'équipage de la mission STS-8 déploie le satellite national indien (INSAT-1B), utilise et teste le bras robotisé Canadarm, et réalise de nombreuses expériences sur les ressources terrestres et les sciences de l'espace. La mission STS-8 effectue 98 orbites terrestres en 145 heures avant d'atterrir à la base aérienne d'Edwards, en Californie, le 5 septembre 1983.
La mission STS-51-A, le quatorzième vol du programme de la navette spatiale américaine, est lancée le 8 novembre 1984, la date de l'anniversaire de Dale A. Gardner. L'équipage de la navette Discovery est composé de Frederick H. Hauck (commandant du vaisseau spatial), David Walker (pilote) et des spécialistes de mission Joseph P. Allen et Anna Fisher. Il s'agit du deuxième vol de Discovery. Au cours de cette mission, l'équipage déploie deux satellites, le canadien Anik D-2 (TELESAT-H) et LEASAT-1 (Syncom IV-1) d'Hughes Aircraft. Dans un effort de sauvetage sans précédent, ils rejoignent et ramènent de l'espace deux satellites précédemment lancés sur des orbites inappropriées, le satellite indonésien Palapa B-2 et le satellite de communication de la Western Union Westar VI. Gardner et Allen utilisent le MMU (Manned Maneuvering Unit) pour récupérer les satellites.

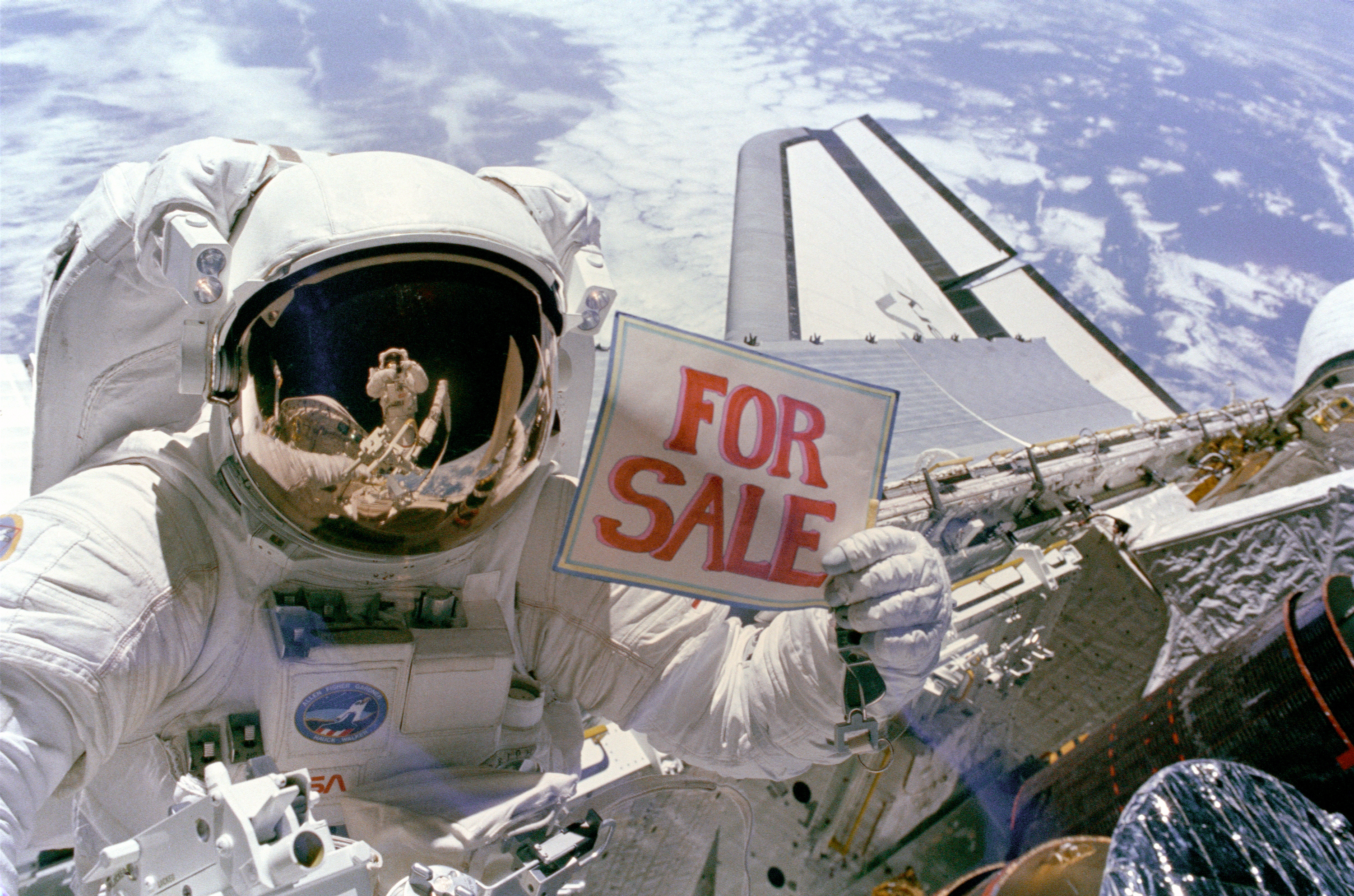
Dale A. Gardner tenant une affiche À vendre après avoir récupéré deux satellites (Palapa B-2 et WESTAR VI).
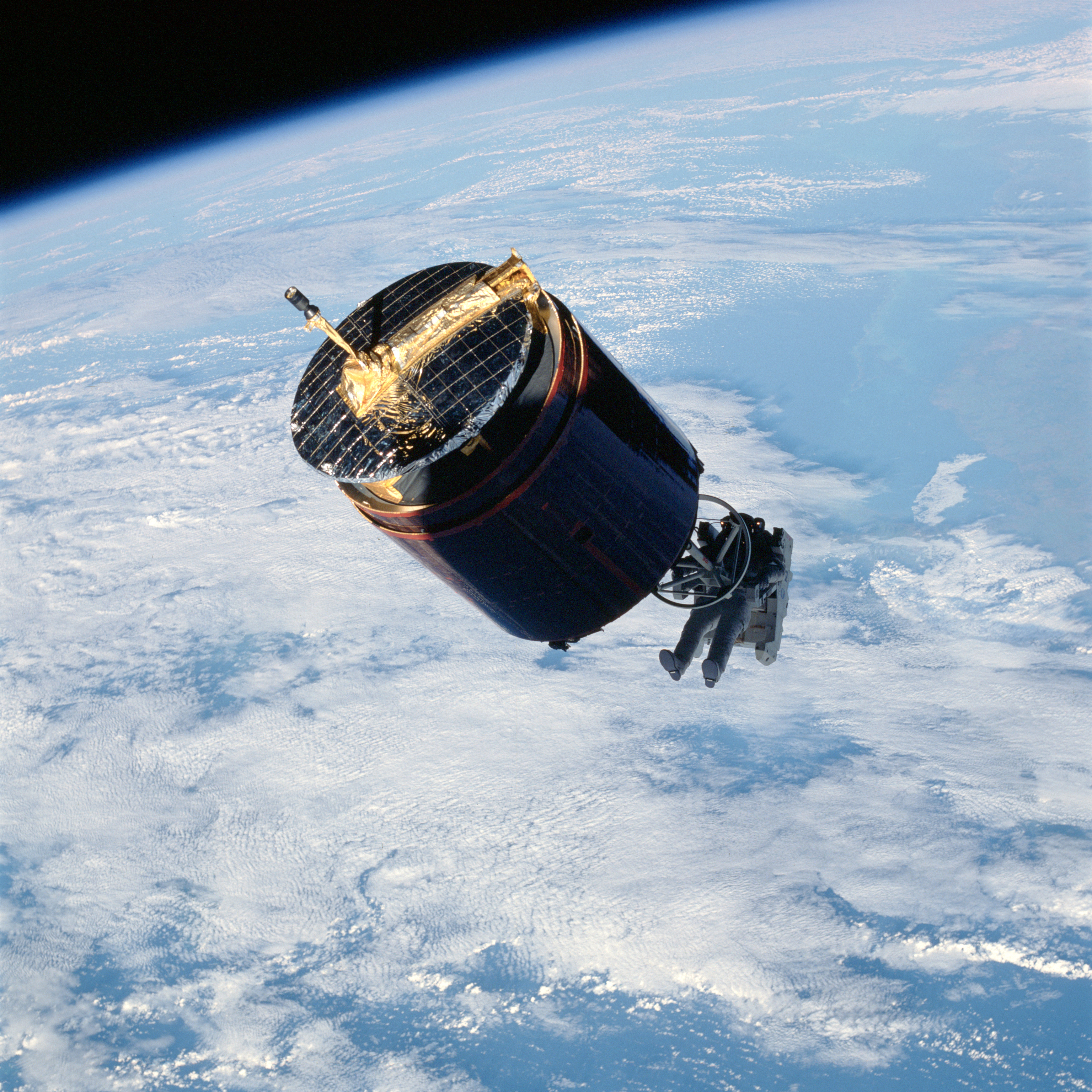
Dale A. Gardner, complétement libre dans l'espace, récupérant le satellite WESTAR VI.

## Vols réalisés
- 30 août 1983 : Challenger STS-8
- 8 novembre 1984 : Discovery STS-51-A